# Kōei
La Era Kōei (康永?) fue un período de la historia de Japón comprendido entre los años 1342 y 1344, tras la Era Ryakuō y antes de la Era Jōwa. Por aquel entonces Japón estaba dividido en dos cortes; este período sólo se aplica a la corte del Norte, con pretensiones sobre el trono.
| Predecesor: Era Ryakuō | Era (o período) japonesa Kōei 1342 – 1344 | Sucesor: Era Jōwa |

- Datos: Q980266